# Pessalompolo
Pessalompolo är en del av sjön Miekojärvi i Finland.   Den ligger i landskapet Lappland, i den norra delen av landet, 700 km norr om huvudstaden Helsingfors. Pessalompolo ligger 85 meter över havet.